# 松山路
松山路是臺北市內的一條道路，通過松山區與信義區，北與八德路四段相交，向南穿過忠孝東路五段，經松德路，再往南延伸。

## 歷史
松山路附近早期為水田築有灌溉用之圳道，為聯絡鐵路，遂自錫口街闢築道路通往錫口火車票房（今松山車站），即松山路之前身。本路為錫口之一部分，其特色為布料之買賣。

## 沿線設施
- 松山轉運站(9巷)
- 松山新店線(八德路四段742號)
- 台灣鐵路縱貫線松山車站、CITYLINK松山店(11號)
- 永春市場(294號1、2樓)
- 臺北市立圖書館永春分館(294號3、4樓)
- 五分埔商圈
- 虎林市場(348巷14-2號)
- 大都會客運松職站(650巷1號)
- 臺北市政府工務局公園路燈工程管理處園藝工程隊(652號)
- 臺北市立永春高級中學(654號)
- 臺北市立松山高級商業家事職業學校(655號)
- 永春崗公園(656巷2號)
- 松山第一市民農園(666號)
- 永春陂生態濕地公園(695號)